# Tami-Adrian George
Tami-Adrian George (* 21. Oktober 1969) ist eine US-amerikanische Schauspielerin.

## Leben
George begann 1992 ihre Schauspielkarriere als Darlene in dem Videospiel Marky Mark and the Funky Bunch: Make My Video und war danach in mehreren Filmen zu sehen, zu denen Starship Troopers (1997), Taylor’s Return (1997), Rappin-n-Rhyming (2002) und Jagd auf den verlorenen Schatz (2003) gehören. Zudem hatte sie etliche Auftritte in Fernsehserien wie etwa in Ein schrecklich nettes Haus (1995), X-Factor: Das Unfassbare (1998), als Kesha in Star Trek: Deep Space Nine (1998), Beverly Hills, 90210 (1999) und Heroes (2007). Sie ist mit dem Schauspieler Eric Bruskotter verheiratet, den sie am Set von Starship Troopers kennengelernt hatte.

## Filmografie
- 1992: Marky Mark and the Funky Bunch: Make My Video (Videospiel)
- 1993: Getting By (Fernsehserie, eine Folge)
- 1995: Ein schrecklich nettes Haus (In The House, Fernsehserie, eine Folge)
- 1996: Immer Ärger mit Sergeant Bilko (Sgt. Bilko)
- 1996: Malcolm & Eddie (Fernsehserie, eine Folge)
- 1997: Romy und Michele (Romy and Michele’s High School Reunion)
- 1997: Starship Troopers
- 1997: Taylor’s Return
- 1998: Diagnose: Mord (Diagnosis Murder, Fernsehserie, eine Folge)
- 1998: X-Factor: Das Unfassbare (Beyond Belief: Fact or Fiction, Fernsehserie, eine Folge)
- 1998: Clueless – Die Chaos-Clique (Clueless, Fernsehserie, eine Folge)
- 1998: City Guys (Fernsehserie, eine Folge)
- 1998: Das Leben und Ich (Boy Meets World, Fernsehserie, eine Folge)
- 1998: Star Trek: Deep Space Nine (Fernsehserie, eine Folge)
- 1998: Born Free (Fernsehserie, eine Folge)
- 1999: Beverly Hills, 90210 (NYPD Blue, Fernsehserie, eine Folge)
- 2000: New York Cops – NYPD Blue (Fernsehserie, eine Folge)
- 2000: Reich und Schön (The Bold And The Beautiful, Fernsehserie, eine Folge)
- 2000: Der Hotelboy (The Jamie Foxx Show, Fernsehserie, eine Folge)
- 2001: The Lot (Fernsehserie, eine Folge)
- 2001: The Rib (Kurzfilm)
- 2001: Men, Women & Dogs (Fernsehserie, eine Folge)
- 2002: Rappin-n-Rhyming
- 2002: One on One (Fernsehserie, eine Folge)
- 2002: Lady Cops – Knallhart weiblich (The Division, Fernsehserie, eine Folge)
- 2003: Jagd auf den verlorenen Schatz (Lost Treasure)
- 2004: I’m with Her (Fernsehserie, eine Folge)
- 2007: Bratz
- 2007: Heroes (Fernsehserie, eine Folge)
- 2008: Desperate Housewives (Fernsehserie, eine Folge)
- 2011: Big Time Rush (Fernsehserie, eine Folge)